# Любомирская, Изабелла
Изабелла Любомирская (урожденная Эльжбета Елена Анна Чарторыйская) (21 мая 1733, по другим данным — 1736, Варшава — 25 ноября 1816, Вена) — польская аристократка, меценат и коллекционер произведений искусства эпохи рококо.

## Биография
Дочь воеводы русского, князя Августа Александра Чарторыйского (1697—1782), и Марии Софии Сенявской (1699—1771). Старшая сестра князя Адама Казимира Чарторыйского (1734—1823). Прабабушка Альфреда Потоцкого, австрийского наместника Галиции и Лодомерии.
В собственности Изабеллы Любомирской находились варшавские дворцы в Вилянуве, Урсынове и «Мон Кото» в Мокотуве. Она положила краеугольный камень под строительство Национального Театра в Варшаве. Была инициатором перестройки замка в Ланьцуте в стиле рококо на рубеже XVIII-XIX веков.

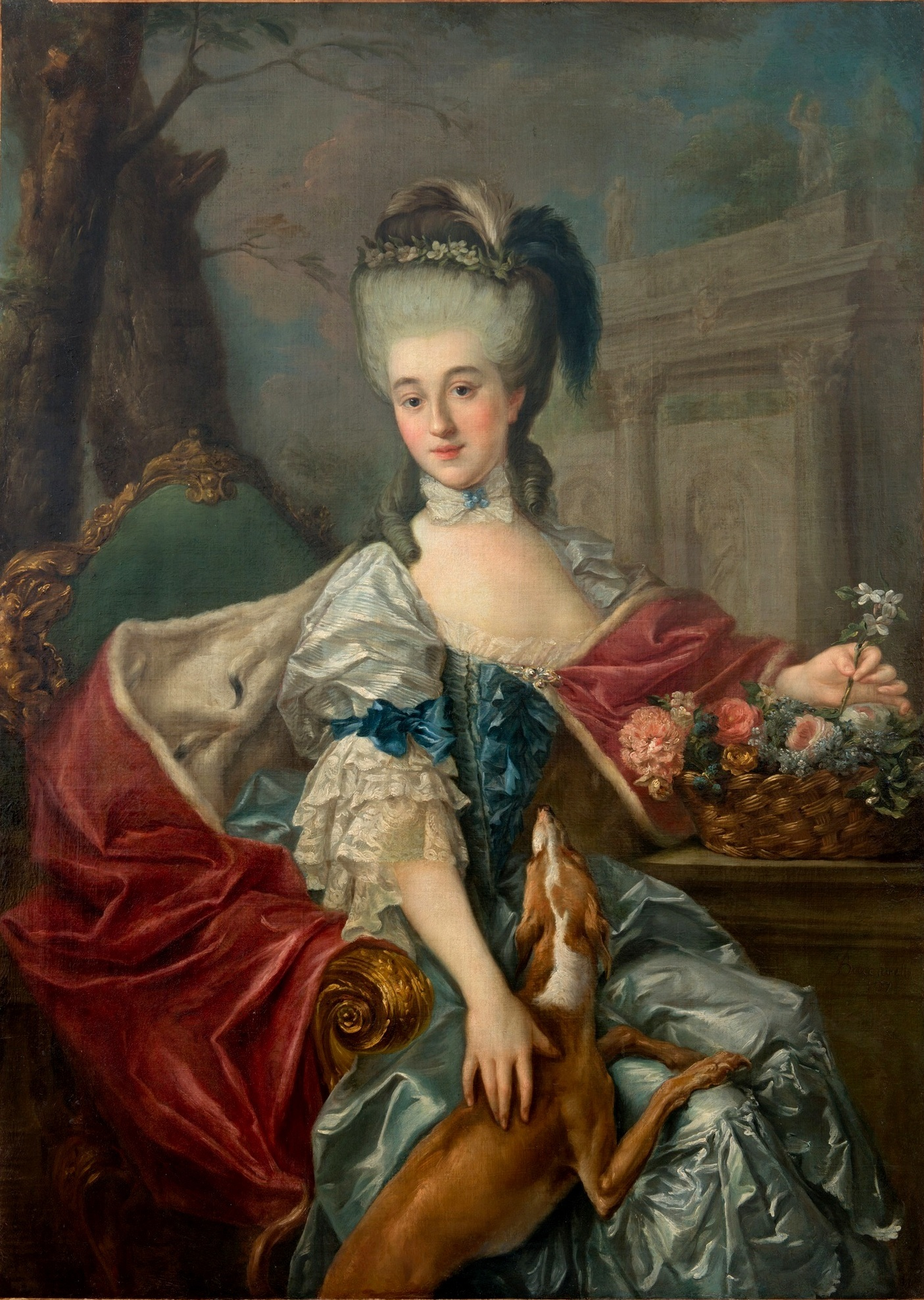
Изабелла Любомирская, портрет Марчелло Баччарелли

Одна из самых известных женщин в Речи Посполитой XVIII века. Принимала активное участие в политических играх своего времени. Сначала была благосклонна к польскому королю Станиславу Августу Понятовскому, а впоследствии боролась с ним. Учитывая неудачи своей политической борьбы эмигрировала вначале в Париж, а после начала Великой французской революции уехала в Вену, где провела последние годы жизни. Кроме политической деятельности, выделялась особенной опекой над крестьянами.
Владела 14 городами и 366 селами, значительная часть которых была расположена на украинских землях (среди них Сатанов с окрестными деревнями).

## Семья
9 июня 1753 года Изабелла стала женой великого маршалка коронного, князя Станислава Любомирского (1722—1783), второго сына воеводы черниговского Юзефа Любомирского (1676—1732) и Терезы Мнишек (1690—1746). В браке родились четыре дочери:
- Эльжбета Любомирская (1755—1783), жена с 1773 года великого маршалка литовского Игнацы Потоцкого (1750—1809)
- Юлия Любомирская (1764—1794), жена с 1785 года польского писателя графа Яна Непомуцена Потоцкого (1761—1815)
- Александра Любомирская (1760—1831), жена с 1776 года генерал-майора графа Станислава Потоцкого (1755—1821)
- Мария Констанция Любомирская (1763—1840), жена с 1783 года польного гетмана коронного Северина Ржевуского (1743—1811).